# راستین‌شمشیر
راستین‌شمشیر (نام علمی: Eusmilis) یک سرده منقرض‌شده از تیره شمشیردندان‌نمایان است که از اواخر ائوسن تا اوایل الیگوسن در اروپا و آمریکای شمالی زندگی می‌کرد.

## توصیف

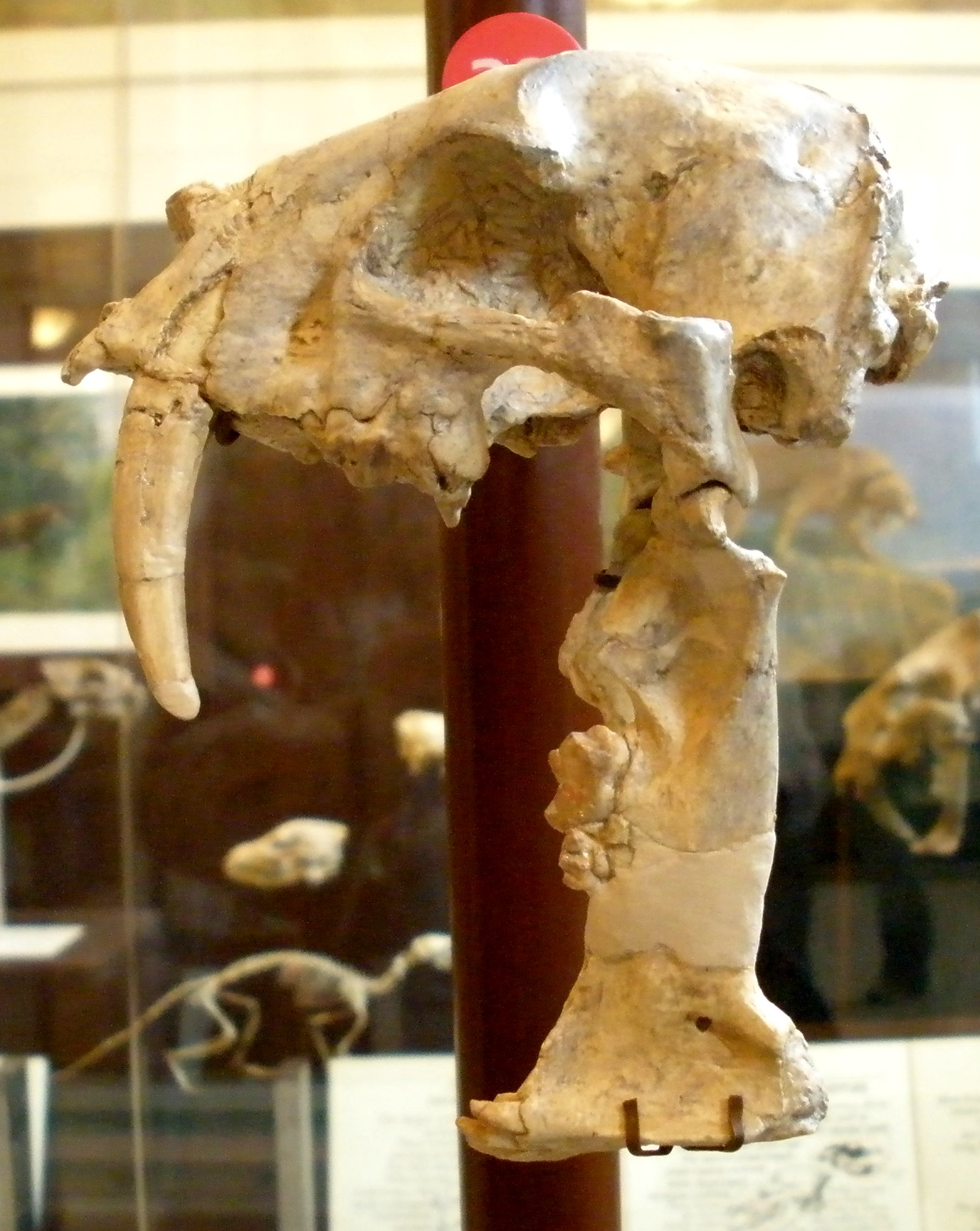
جمجمه راستین‌شمشیر در موزه تاریخ طبیعی آمریکا

راستین‌شمشیر با حدود ۲٫۵ متر طول یکی از بزرگ‌ترین اعضای خانواده شمشیردندان‌نمایان محسوب می‌شود. این جانور دارای بدنی باریک، دمی بلند و پاهای نسبتاً کوتاه بود. راستین‌شمشیر مانند سایر گربه‌های دندان‌خنجری دارای دو دندان نیش بلند و خنجری‌شکل در فک بالای خود بود که از دهانش بیرون زده بود و جانور از آن‌ها برای پاره کردن شریان‌ها و بافت‌های نرم طعمه استفاده می‌کرد. این دندان‌ها بلند و در عین حال باریک و ظریف بودند و به منظور حفاظت از آن‌ها فلنجهای استخوانی در قسمت جلویی فک پایین آن شکل گرفته بودند. راستین‌شمشیر برخلاف بیشتر گوشت‌خواران دیگر که ۴۴ دندان در آرواره خود دارند تنها ۲۶ دندان در آرواره‌اش داشت.